# 인체 뼈 목록
인간의 뼈는 태어났을 때는 270개지만 성인의 뼈는 206개이다. 성장하면서 상당수의 뼈들이 서로 합쳐지기 때문이다. 또한 이러한 뼈의 성장에 따른 변화나 각각의 특징들은 법의인류학의 검증에 따르면 뼈만으로도 연령 추정을 가능하게 하며 다른 여러 가지 정보를 확인할 수 있다. 한편 뼈는 위치적으로 상호 연관된 인체골격을 지탱하는 근골격계와 관절 위 등에서 아주 밀접한 관계를 가지고 있고 부분적으로 그 부위의 역할을 완수하기 위해 형태를 잘 갖추고 있다. 또한 이러한 부분적인 역할뿐만 아니라  전체적인 신체의 근골격계를 이루는 통합적인 기능도 아울러 가지고 있다.

## 부위에 따른 뼈의 집합
신체의 일부분을 이루는 국소적인 뼈들의 집합은 그 부위에 따른 기능을 위해 적절한 형태를 띠고 있다. 예를 들어 두개골은 단 한개의 뼈로 통으로 이루어진 것이 아니라  여러 곡면을 갖는 뇌머리뼈들을 포함한 뼈 조각들이 섬유같은 관절인 섬유관절 치밀결합조직에 의해 봉합되어 뇌를 감싸는 두개골 공간을 만들어 내고 있다. 한편 폐, 심장 등 내장기관을 보호하고 있는 갈비뼈 구성도 이와 같은 맥락에서 이해해볼 수 있다. 이처럼 신체의 각 부위를 국소적으로 이루고있는 뼈들은 그 영역 기능을 위해 최적화되어왔다.

## 용어
KMLE 의학검색엔진에서 "대한의협 의학용어 사전"과 "대한해부학회 의학용어 사전"을 검색할 수 있다.

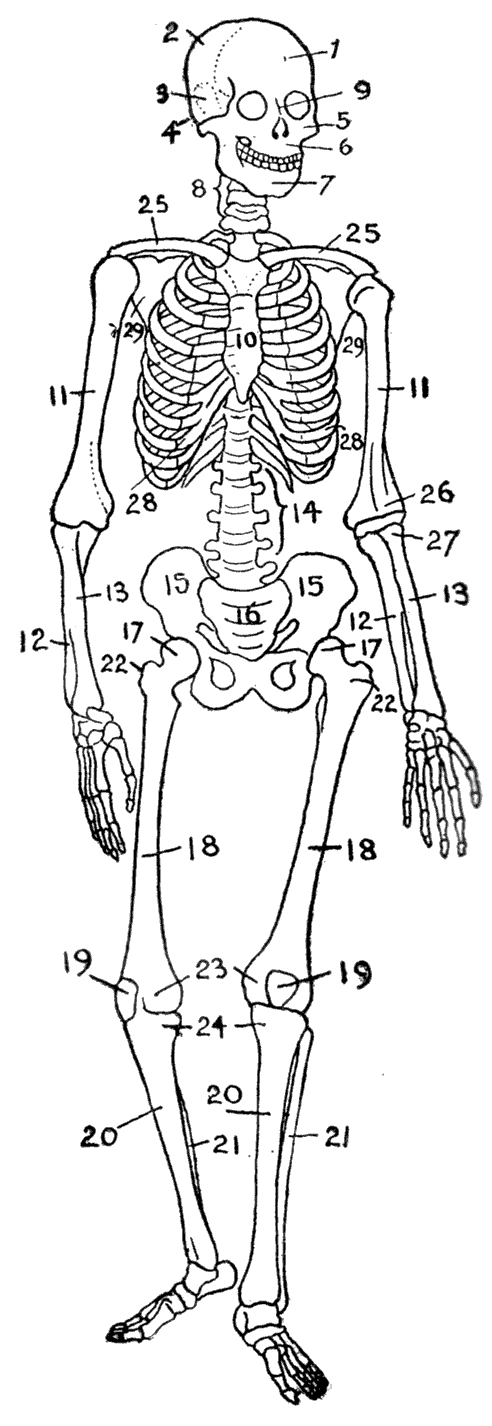
인체 골격 1이마뼈
2마루뼈
3관자뼈
4뒤통수뼈
5관자뼈
6위턱뼈
7아래턱뼈
8목뼈
9코뼈
10복장뼈
11위팔뼈(상완골)
12자뼈(척골)
13노뼈(요골)
14허리뼈
15볼기뼈
16엉치뼈
17넙다리뼈 머리
18넙다리뼈(대퇴골)
19무릎뼈
20정강뼈(경골)
21종아리뼈(비골)
22넙다리뼈 큰돌기
23넙다리뼈 관절융기
24 정강뼈 관절융기
25빗장뼈(쇄골)
26위팔뼈 관절융기
27노뼈 관절융기
28갈비뼈
29어깨뼈

## 구성 (총 206개 뼈)

인체 골격(앞)

인체 골격(뒤)

인체 골격을 이루는 뼈를 두 집단으로 나누면, 몸통뼈대와 팔다리뼈대로 나눌 수 있다. 몸통뼈대는 신체 가운데에 있는 뼈와 머리, 목, 척추, 갈비뼈, 복장뼈로 구성된다. 팔다리뼈대는 빗장뼈, 어깨뼈, 팔의 뼈, 골반의 뼈, 다리의 뼈로 구성된다.
사람의 몸을 이루는 뼈의 수는 개인 차가 있을 수 있지만 일반적으로 성인은 206개(80+126=206개), 갓 태어났을 때는 270개이다. 뼈의 개수에는 남녀 차이가 없다.
인체 골격을 이루는 뼈를 정리하면 다음과 같다.

### 몸통뼈대80개
29+26+25=80개

#### 머리뼈29개
8+14+6+1=29개
- 뇌머리뼈(neurocranium) 8개[1]
  - 이마뼈(전두골, frontal bone) 1개
  - 마루뼈(두정골, parietal bone) 2개
  - 뒤통수뼈(후두골, occipital bone) 1개
  - 관자뼈(측두골, temporal bone) 2개
  - 나비뼈(접형골, sphenoidal bone) 1개
  - 벌집뼈(사골, ethmoidal bone) 1개
- 얼굴뼈(facial bone, splanchnocranium, viscerocranium) 14개
  - 코뼈(비골, nasal bone) 2개
  - 광대뼈(관골(顴骨)[2], 협골(頰骨), zygomatic bone) 2개
  - 눈물뼈(누골, lacrimal bone) 2개
  - 입천장뼈(구개골, palatine bone) 2개
  - 보습뼈(서골, vomer) 1개
  - 아래코선반(하비갑개, 하비갑개골, inferior nasal concha) 2개
  - 위턱뼈(상악골, maxilla) 2개
  - 아래턱뼈(하악골, mandible) 1개
- 귓속뼈(고실뼈, 이소골, 청소골, ossicles) 6개
  - 망치뼈(추골, malleus) 2개
  - 모루뼈(침골, incus) 2개
  - 등자뼈(등골, stapes) 2개
- 목뿔뼈(설골, hyoid bone) 1개

#### 척추26개
24+2=26개
- 참척추뼈 24개
  - 목뼈(경추, cervical vertebrae) 7개
    - 고리뼈(환추, atlas, C1) 1개
    - 중쇠뼈(축추, axis, C2) 1개
    - 셋째-여섯째 목뼈(third-sixth cervical vertebrae, C3~C6) 4개
    - 솟을뼈(seventh vertebra, vertebra prominens, C7) 1개

  - 등뼈(흉추, thoracic vertebrae, T1~T12) 12개
  - 허리뼈(요추, lumbar vertebrae, L1~L5) 5개
- 거짓척추뼈 2개
  - 엉치뼈(천골, 천추, 선추, sacrum) 1개[3]
  - 꼬리뼈(미추, 미골, coccyx) 1개[4]

#### 가슴우리25개
24+1=25개(등뼈는 척추의 일부이고, 연골은 경골을 셀 때 세지 않는다.)
- 갈비뼈(늑골, ribs) 24개
  - 참갈비뼈(true ribs, 1~7번 갈비뼈)[5] 14개
  - 거짓갈비뼈(false ribs, 8~10번 갈비뼈)[6] 6개
  - 뜬갈비뼈(floating ribs, 11~12번 갈비뼈)[7] 4개
- 복장뼈(가슴뼈, 흉골, sternum) 1개
- 갈비연골(costal cartilage)
- 등뼈(thoracic vertebrae)

### 팔다리뼈대126개
64+62=126개

#### 팔뼈대64개
4+6+54=64개
- 팔이음뼈(shoulder girdle 또는 pectoral girdle) 4개
  - 빗장뼈(쇄골, clavicle) 2개
  - 어깨뼈(견갑골, scapula) 2개
- 팔뼈 6개
  - 위팔뼈(상완골, humerus) 2개
  - 노뼈(요골, radius)[8] 2개
  - 자뼈(척골, ulna)[9] 2개
- 손뼈(bones of the hand) 27*2=54개
  - 손목뼈(수근골, 완골 carpal bones) 8*2=16개
    - 손목뼈 근위열(proximal row of carpal bones, 근위 수근열, proximal carpal row)[10] 4*2=8개
      - 손배뼈(주상골[11], scaphoid bone) 2개
      - 반달뼈(월상골, lunate bone) 2개
      - 세모뼈(삼각골, triquetrum) 2개
      - 콩알뼈(두상골, pisiform bone, pisiforme) 2개

    - 손목뼈 원위열(distal row of carpal bones, 원위 수근열, distal carpal row)[12] 4*2=8개
      - 큰마름뼈(대능형골, trapezium) 2개
      - 작은마름뼈(소능형골, trapezoid bone) 2개
      - 알머리뼈(유두골, capitate bone) 2개
      - 갈고리뼈(유구골, hamate bone, unciform bone) 2개

  - 손허리뼈(중수골, metacarpal bones) 5*2=10개
    - 첫번째 손허리뼈(제1 중수골, first metacarpal bone)
    - 다섯번째 손허리뼈(제5 중수골, fifth metacarpal bone)

  - 손가락뼈(지골[13], 지절골, phalanges of the hand) 14*2=28개
    - 손가락 첫마디뼈(기절골, proximal phalanges of hand)[14] 5*2=10개
      - 왼손 엄지손가락 첫마디뼈(좌수 엄지 기절골, proximal phalanx of left thumb)

    - 손가락 중간마디뼈(중절골, middle phalanges of hand) 4*2=8개
      - 왼손 약손가락 중간마디뼈(좌수 약지 중절골, middle phalanx of left ring finger)

    - 손가락 끝마디뼈(말절골, distal phalanges of hand) 5*2=10개[15]
      - 오른손 집게손가락 끝마디뼈(우수 검지 말절골, distal phalanx of right index finger)

#### 다리뼈대62개
2+8+52=62개
- 골반(pelvis, 다리이음뼈(pelvic girdle))[16]
  - 엉치뼈(sacrum)
  - 꼬리뼈(coccyx)
  - 볼기뼈(관골(臗骨)[17], coxal bone, hip bone) 2개[18]
    - 엉덩뼈(장골, ilium)
    - 궁둥뼈(좌골, ischium)
    - 두덩뼈(치골, pubis)
- 다리뼈 8개
  - 넙다리뼈(대퇴골, femur) 2개
  - 무릎뼈(슬골, 슬개골, patella) 2개
  - 정강뼈(경골, tibia)[19] 2개
  - 종아리뼈(비골, fibula)[20] 2개
- 발뼈(bones of the foot) 26*2=52개
  - 발목뼈(족근골, tarsal bone, tarsus) 7*2=14개
    - 발목뼈 근위열(proximal row of tarsal bones, 근위 족근열, proximal tarsal row)[21] 3*2=6개
      - 발배뼈(주상골[22], navicular bone) 2개
      - 목말뼈(거골, talus) 2개
      - 발꿈치뼈(종골, calcaneus) 2개

    - 발목뼈 원위열(distal row of tarsal bones, 원위 족근열, distal tarsal row)[23] 4*2=8개
      - 쐐기뼈(설상골, cuneiform bones) 3*2=6개
        - 안쪽 쐐기뼈(제1 설상골, medial (first) cuneiform)[24] 2개
        - 중간 쐐기뼈(제2 설상골, intermediate (second) cuneiform) 2개
        - 가쪽 쐐기뼈(제3 설상골, lateral (third) cuneiform)[25] 2개

      - 입방뼈(입방골, cuboid bone) 2개

  - 발허리뼈(중족골, metatarsal bones) 5*2=10개
  - 발가락뼈(족지골, 지골[26], phalanges of the foot) 14*2=28개
    - 발가락 첫마디뼈(proximal phalanges of foot)[27] 5*2=10개
    - 발가락 중간마디뼈(middle phalanges of foot) 4*2=8개
    - 발가락 끝마디뼈(distal phalanges of foot)[28] 5*2=10개

## 같이 보기
- 인체골격
- 인체 근육 목록
- 인체 혈관
- 해부학 용어
- 인체 신경 목록
- 순환계통
- 혈관
- KMLE (의학검색엔진)

## 참조
1. ↑  이마뼈, 마루뼈, 뒤통수뼈의 윗부분은 머리덮개뼈(calvaria 또는 skullcap)를 형성한다.
2. ↑  볼기뼈도 관골이다. 단, 한자가 다르다.
3. ↑  5개의 뼈가 융합됨.
4. ↑  4개의 뼈가 융합됨.
5. ↑  1~7번 갈비뼈는 복장뼈에 연골로 연결되어 있다.
6. ↑  8~10번 갈비뼈는 7번 갈비뼈에 연골로 연결되어 있다.
7. ↑  11~12번 갈비뼈는 복장뼈와 연결되어 있지 않다.
8. ↑  노뼈는 엄지손가락쪽 팔뼈이다.
9. ↑  자뼈는 새끼손가락쪽 팔뼈이다.
10. ↑  노뼈와 자뼈쪽 손목뼈
11. ↑  배 모양 뼈. 발배뼈(navicular bone)도 주상골이라고 부른다.
12. ↑  손허리뼈쪽 손목뼈
13. ↑  발가락뼈도 지골이라고 부른다.
14. ↑  손허리뼈쪽 손가락뼈
15. ↑  손톱쪽 손가락뼈
16. ↑  엉치뼈, 꼬리뼈, 볼기뼈가 골반을 형성하지만 엉치뼈와 꼬리뼈는 몸통뼈대인 척추의 일부이다.
17. ↑  광대뼈도 관골이다. 단, 한자가 다르다.
18. ↑  각각 한 쌍인 엉덩뼈, 궁둥뼈, 두덩뼈는 20세 이후 한 쌍의 볼기뼈로 합쳐진다.
19. ↑  정강뼈는 엄지발가락쪽 다리뼈이다. 즉, 아래쪽 끝부분이 안쪽복사(medial malleolus)이다.
20. ↑  종아리뼈는 새끼발가락쪽 다리뼈이다. 즉, 아래쪽 끝부분이 가쪽복사(lateral malleolus)이다.
21. ↑  정강뼈와 종아리뼈에 가까운 발목뼈
22. ↑  배 모양 뼈. 손배뼈(scaphoid bone)도 주상골이라고 부른다.
23. ↑  발허리뼈에 가까운 발목뼈
24. ↑  엄지발가락쪽 쐐기뼈
25. ↑  세번째 발가락쪽 쐐기뼈
26. ↑  손가락뼈도 지골이라고 부른다.
27. ↑  발허리뼈쪽 발가락뼈
28. ↑  발톱쪽 발가락뼈